# Липница (Радовљица)
Липница (словен. Lipnica) је насељено место у општини Радовљица, Горењска регија, Словенија.

## Историја
До територијалне реорганизације у Словенији била је у саставу старе општине Радовљица.

## Становништво
У попису становништва из 2011. године, Липница је имала 53 становника.
| Број становника према пописима | Број становника према пописима | Број становника према пописима |
| ------------------------------ | ------------------------------ | ------------------------------ |
| 1991                           | 2002                           | 2011                           |
| 46                             | 54                             | 53                             |

## Галерија
- сеоске куће
- сеоске куће
- детаљ на улазу у насеље
- основна школа
- споменик
- зграда фабрике "Искра"